# Can Pere Gil
Can Pere Gil és una masia de la Llagosta (Vallès Oriental). Considerada l'última casa del poble, està situada al nord-oest del terme municipal, tocant a Mollet del Vallès.

## Història
Segons consta a l'Arxiu Municipal de Sant Fost de Campsentelles, una peça de terra amb el nom de Can Pere Gil propietat de Josepa i Eulàlia Serra apareix al cadastre de l'any 1863.
Posteriorment, l'any 1867, Can Pere Gil passarà a dependre eclesiàsticament de la parròquia de Sant Vicenç de Mollet un cop el Bisbat de Barcelona decideix tancar al culte regular l'església de Sant Cebrià.
La masia estava situada al camí ral, que travessava en direcció sud-nord les terres de la Llagosta. I fins a la seva desaparició, a la Pineda fosca, indret on eren freqüents els assalts per part de bandolers. La propietat estava formada per una malla de séquies i recs per on circulava l'aigua de la mina de Dalt i la del Besòs.